# Jimmy Orpheus
Jimmy Orpheus ist ein deutscher Spielfilm in Schwarzweiß aus dem Jahr 1966 von Roland Klick, der auch das Drehbuch verfasste, die Musik komponierte und den Film schnitt. Mit seinen 52 Minuten Dauer ist der Streifen kein Kurzfilm mehr, aber auch kein vollwertiger Langfilm. Die Hauptrollen sind mit Klaus Schichan und Ortrud Beginnen besetzt. Die Außenaufnahmen entstanden in Hamburg-St. Pauli. Seine Premiere hatte das Werk am 11. Oktober 1966 beim Filmfestival Mannheim.

## Handlung
Kristoff, genannt Jimmy, ist in den Hafenkneipen und auf St. Pauli zu Hause. Als Gelegenheitsarbeiter verdient er gerade so viel, um seinen Bedarf an Alkohol und Vergnügungen zu decken und von Zeit zu Zeit eine Frau aufzutreiben. Während eines Kneipenbummels lässt sich Jimmy volllaufen. Gegen Mitternacht landet er betrunken vor der verschlossenen Tür seines Nachtasyls. Vom Regen nach einigen Stunden aus seinem Rausch geweckt, begibt er sich abermals auf die Suche nach einer Stundenpartnerin. So begegnet der Gammler, Saufbruder und Tagedieb einem Mädchen, das ihn anzieht, ohne ihm letztlich entgegenzukommen. Zwischen den beiden entspinnt sich bis in die Morgenstunden ein fortwährendes Spiel, dessen Pole „Sich-Anbieten“ und „Verweigerung“ sind. Als sich Jimmy fast schon am Ziel seiner Wünsche wähnt, verlässt ihn die Frau.

## Kritik
Der Evangelische Film-Beobachter fasst seine Meinung so zusammen: „Sich bedeutungsvoll gebender Debütfilm, der zu extremen Milieus und Figuren tendiert und sie mit selbstherrlicher Verachtung behandelt. Die Mängel von Regie und Drehbuch und die banalen Dialoge zerren die Story ins Lächerliche und rufen Langeweile hervor.“ Das Lexikon des Internationalen Films zieht folgendes Fazit: „Beachtlich fotografierter Erstlingsfilm von Roland Klick […], der sich nur unvollkommen verständlich machen kann.“ Die staatliche Filmbewertungsstelle Wiesbaden verlieh dem Werk das Prädikat „Wertvoll“.
Weitere Pressestimmen bei Filmgalerie 451